# JDM

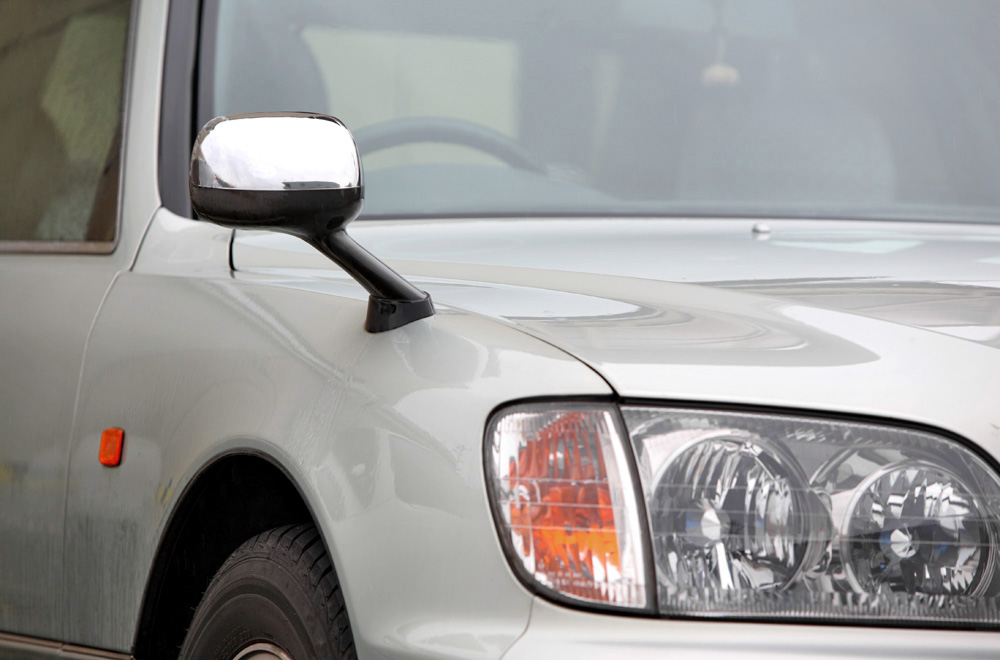
Toyota Celsior (UCF20 JDM)

Japanese Domestic Market (JDM) (англ. Японский отечественный рынок или Японский внутренний рынок) — термин, распространённый в отношении автомобилей (как и запчастей), продающихся на рынке Японии. Обычно модели автомобилей, предназначенных для Японии, отличаются от тех же моделей, предназначенных для других рынков, или же вовсе не поставляются на экспорт. 
Основными производителями моделей автомобилей для JDM являются японские же компании: Toyota, Nissan, Honda, Mitsubishi, Mazda, Suzuki, Subaru, Isuzu, Daihatsu, Mitsuoka. Импорт на рынке JDM представлен незначительно, в основном моделями сегмента премиум и люкс, а также моделями японских фирм, выпускаемыми за рубежом.
JDM является третьим по объёму, уступая только рынкам Китая и США.
Для моделей JDM характерно довольно богатое оснащение салона и высокие технические характеристики. Отличительной особенностью является практически обязательные АКПП и кондиционер. Машины строятся в соответствии с нормами левостороннего движения, то есть руль расположен справа, а фары светят налево и имеют сфокусированную картинку, что исторически совпадает с нормами Великобритании и Ирландии, так как именно оттуда в императорскую Японию попали первые автомобили. В Японии разрешены к эксплуатации импортируемые леворульные модели, обладание которыми, наоборот, поднимает статус владельца в связи с редкостью и, как правило, дороговизной таких автомобилей.
Обычный срок владения автомобилем в Японии составляет 10-18 лет, реже 20 лет. Далее содержать старый автомобиль становится экономически невыгодно в связи с жесткими требованиями государственного техконтроля, в силу чего автомобили при достижении данного возраста весьма недорого продаются, в основном на специально организованных для этого аукционах. Покупателем такого автомобиля может стать лицо из любого государства. Возможность «безболезненно» менять старый автомобиль на новый обеспечивается очень развитой в Японии системой кредитования и trade-in. Покупатель сдает дилеру старый автомобиль по остаточной стоимости, и эта стоимость идет в счёт первоначального взноса за новый, так что покупатель просто продолжает выплачивать кредит. В итоге покупатель постоянно платит проценты по кредиту и всегда ездит на довольно свежем автомобиле.
Характерной особенностью политики японских автопроизводителей является выпуск новых моделей и технологий сначала на внутреннем рынке, используя качественные материалы и сборку, а уже потом выпуск некоторых моделей на экспорт со значительной скудностью комплектаций и качества. Таким образом, часто встречается ситуация, когда японские покупатели получают возможность приобрести более качественные автомобили, имеющие более новые технологии или версию, чем автомобили, продающиеся японскими производителями в других странах. Многие модели вообще не попадают на экспорт в европейские страны, хотя в Японии считаются довольно популярными. Национальной спецификой JDM также является внешний вид автомобилей, характерный для японской школы автодизайна.

## Влияние JDM на российский авторынок
В силу географической близости Японии к восточным берегам России, а также низкой цены бывших в употреблении JDM-автомобилей и высокой репутации знака «Made In Japan», с начала 1990-х годов развернулся масштабный импорт таких автомобилей. Очень быстро JDM-автомобили завоевали рынок подержанных автомобилей в России от Владивостока до Урала. Количество леворульных автомобилей в этих регионах стало стремительно сокращаться, даже российский госаппарат стал массово использовать бывшие в употреблении JDM модели из-за привлекательности их цены и характеристик. Кроме того, леворульные автомобили в данных регионах оказывались дороже, чем в европейской части в связи с высокими транспортными расходами, относительно слабым уровнем сервиса, недостатком запчастей и сравнительно низким уровнем оснащения моделей.
В европейской части России модели JDM встречаются гораздо реже, чем в восточной. Основными европейскими потребителями бывших в употреблении JDM-моделей стали Москва, Санкт-Петербург и Краснодарский край.
По сравнению с автомобилями японских производителей, предназначенных для рынка Европы, куда автоматически относят и Россию, модели JDM имеют ряд преимуществ:
1. Более низкая цена, чем в Европе;
2. Значительно более богатая комплектация, часто имеющая кондиционер и климат-контроль, стеклянные крыши, спутниковую навигацию, полный электропакет и т. д.;
3. Высокое техническое оснащение.

В российских правилах дорожного движения и техрегламентах нет ограничения на правое расположение руля в легковых авто, хотя имеются отличия в требованиях к светотехнике, что решается путём адаптации либо замены фар на аналогичные «европейские». Тем не менее, начиная с 1993 года, периодически наблюдались многократные попытки обсудить и ввести запрет на эксплуатацию праворульных автомобилей в РФ под предлогом их опасности на дороге, что неизменно вызывало протест жителей восточных регионов, преимущественно передвигающихся на таких автомобилях. Кроме того, невысокий уровень доходов в данных регионах не позволяет массово сменить ПР JDM-модели на леворульные. Поэтому решение вопроса о запрете ПР постоянно откладывалось либо вовсе объявлялось отрицательным — вплоть до момента появления очередных подобных инициатив. С начала 2009 года по указу премьер-министра РФ В. В. Путина в силу вступили новые таможенные пошлины, которые в значительной степени увеличили стоимость автомобилей с объёмом двигателя более 2000 см³, а этот сегмент был наиболее востребован на авторынке России. Также снизился так называемый проходной порог (если ранее повышенные таможенные пошлины распространялись только на авто старше семи лет, то теперь это касается и машин старше пяти лет). Это вызвало недовольство жителей многих регионов России, особенно Дальнего Востока, но акции протеста не смогли изменить решения правительства. В результате импорт подержанных автомобилей из Японии сократился примерно на 90 % (так как в адекватный ценовой диапазон теперь попадают только машины небольшого объёма до 1500 см³)